# Eliot Matazo
Eliot Matazo (* 15. Februar 2002 in Woluwe-Saint-Lambert) ist ein belgischer Fußballspieler. Der zentrale Mittelfeldspieler spielt seit 2020 für die A-Mannschaft der AS Monaco.

## Karriere

### Verein
Matazo durchlief zunächst die Jugendmannschaften des RSC Anderlecht. 2018 wechselte er in die Jugendabteilung der AS Monaco. Am 31. August 2019 debütierte er für die zweite Mannschaft. Für die A-Mannschaft der AS Monaco kam Matazo erstmals am 5. Spieltag der Saison 2020/21 im Spiel gegen Racing Straßburg zum Einsatz, als er in der 61. Minute für Stevan Jovetić eingewechselt wurde. Der Mittelfeldspieler besitzt einen Vertrag bis Sommer 2026.

### Nationalmannschaft
Matazo spielte für diverse Jugendnationalmannschaften Belgiens.